# Thryptomene hexandra
Thryptomene hexandra är en myrtenväxtart som beskrevs av Cyril Tenison White. Thryptomene hexandra ingår i släktet Thryptomene och familjen myrtenväxter. Inga underarter finns listade i Catalogue of Life.